# Course à la chefferie du Parti conservateur uni en 2017
Vous pouvez aider à l'améliorer ou bien discuter des problèmes sur sa page de discussion.
- Il ne s’appuie pas, ou pas assez, sur des sources secondaires ou tertiaires. (Marqué depuis mars 2020)
- La traduction doit être revue. Le contenu est difficilement compréhensible à cause d’erreurs de traduction, peut-être dues à l’utilisation d’un logiciel de traduction automatique. (Marqué depuis mars 2020)

- Archive Wikiwix
- Bing
- Cairn
- DuckDuckGo
- E. Universalis
- Gallica
- Google
- G. Books
- G. News
- G. Scholar
- Persée
- Qwant
- (zh) Baidu
- (ru) Yandex
- (wd) trouver des œuvres sur Wikidata

Une élection à la direction du Parti conservateur uni s'est tenue en Alberta le 28 octobre 2017 à la suite des votes du 22 juillet 2017 des membres du Wildrose Party et de l'Association progressiste-conservatrice de l'Alberta pour fusionner et former le Parti conservateur uni. 
L'accord d'unité entre les parties stipule que l'élection à la direction se tiendra sur la base d'un membre, d'un vote.
Jason Kenney, chef du Parti progressif conservateur, et le leader de Wildrose Brian Jean étaient pressentis comme chef du nouveau parti. Brian Jean a déclaré lors de la conférence de presse qui a annoncé l'accord de fusion : « Il est clair que nous sommes tous les deux candidats à la direction de ce nouveau parti. » L'ancienne chef intérimaire du Parti conservateur du Canada, Rona Ambrose, a refusé de participer à la course.

## Scandale de lacampagne Kamikaze
La Gendarmerie royale du Canada et le commissaire aux élections de l'Alberta enquêtent sur des allégations selon lesquelles Jason Kenney et son équipe auraient participé à l'orchestration de la campagne de Jeff Callaway pour la direction du Parti conservateur uni afin de nuire au plus grand rival de Jason Kenney, Brian Jean. Des documents obtenus par le Toronto Star confirment que la campagne de Kenney a contrôlé les principaux aspects de la campagne de Callaway, y compris la fourniture de plans stratégiques, de publicités d'attaque, de discours et de points de discussion destinés à discréditer Brian Jean. Ces documents ont depuis été remis au commissaire aux élections, selon l'ancien directeur de campagne de Jeff Callaway, Cameron Davies. Ce dernier a également déclaré que Jason Kenney avait assisté à une réunion à la maison de Jeff Callaway en juillet 2017 où la campagne kamikaze a été discutée et que Jason Kenney avait une connaissance de première main de cette stratégie.
Un document divulgué alléguait que l'équipe de Jason Kenney avait approché Derek Fildebrandt pour la première fois en juillet 2017 pour organiser une campagne cheval de Troie mais avait finalement décidé de ne pas travailler avec lui. Fildebrandt a confirmé ce récit mais a déclaré que c'était lui qui avait rejeté l'idée.
Une injonction d'urgence a été demandée pour interrompre l'enquête sur le financement de la campagne de Jeff Callaway à la direction du PCU pour la durée des élections générales de 2019 en Alberta, mais a été refusée par la juge Anne Kirker de la Cour du Banc de la Reine, qui a jugé qu'il était dans l'intérêt public de mener l'enquêter.
Jeff Callaway, qui a déclaré sa candidature le 10 août 2017, pour se retirer le 4 octobre seulement après les débats mais avant le vote, a été condamné à 18 amendes totalisant 70 000 $ par le commissaire aux élections de l'Alberta le 18 juillet 2019, lors d'une enquête sur des allégations selon lesquelles L'équipe de direction de Jason Kenney a orchestré la candidature de Jeff Callaway afin d'attaquer pour attaquer Brian Jean et que la campagne de Jeff Callaway a été financée par des dons illégaux. Le commissaire aux élections de l'Alberta, Lorne Gibson, a imposé des amendes à 15 personnes pour un total de 207 223 $,.

## Chronologie
- 18 mars 2017 : Jason Kenney, ancien ministre fédéral, est élu chef du PC sur la promesse de ralliement au Wildrose pour former un parti unifié de droite.
- 18 mai 2017 : Le chef du PC Jason Kenney et le chef de Wildrose Brian Jean annoncent que des référendums sur la fusion auront lieu dans leurs partis le 22 juillet 2017. S'ils réussissent, avec des seuils de 50% + 1 de membres PC et 75% de membres Wildrose, les partis entameront le processus de fusion avec le Parti conservateur uni, ou PCU[8].
- 1er juin 2017 : Doug Schweitzer déclare sa candidature[2].
- 22 juillet 2017 : Les partis PC et Wildrose tiennent des référendums d'unité sur la question de la fusion avec le Parti conservateur uni. Les deux parties approuvent la fusion avec un soutien de 95%[9]. Brian Jean déclare sa candidature[10].
- 29 juillet 2017 : Jason Kenney déclare sa candidature.
- 10 août 2017 : Jeff Callaway déclare sa candidature.
- 12 septembre 2017 : période de mise en candidature se termine officiellement à 17 heures MT (UTC-6). La moitié du prix d'entrée est due[11],[12].
- 20 septembre 2017 : Débat sur le leadership à Calgary[13].
- 28 septembre 2017 : Débat sur le leadership à Edmonton[14].
- 29 septembre 2017 : fin des ventes à 17 heures d'adhésion MT (UTC-6).
- 3 octobre 2017 : Débat sur le leadership à Red Deer[15].
- 4 octobre 2017 : Jeff Callaway retire sa candidature.
- 5 octobre 2017 : Le solde des droits d'entrée est dû.
- 12 octobre 2017 : Débat sur le leadership à Fort McMurray.
- 13 octobre 2017, 17 h, heure de Montréal (UTC-6) : Date limite d'inscription des membres pour voter en utilisant une pièce d'identité avec photo comme preuve d'identité.
- 17 octobre 2017 : Débat sur le leadership à Lethbridge.
- 26 octobre 2017, de 9 h MT (UTC-6) : Le vote commence par vote en ligne et par téléphone.
- 28 octobre 2017, 17 heures MT (UTC-6) : extrémités de vote. Annonce des résultats au BMO Centre de Calgary peu de temps après la clôture du scrutin.

## Candidats déclarés

### Brian Jean
Brian Jean, 54 ans, a été le dernier chef du parti Wildrose (2015-2017). Jean est actuellement député de Fort McMurray-Conklin (depuis 2015). Il a été député d'Athabasca (2004-2006) et de Fort McMurray—Athabasca (2006-2014), secrétaire parlementaire du ministre des Transports, de l'Infrastructure et des Collectivités (2006-2011) et chef de l'opposition officielle en Alberta (2015– 2017). Brian Jean a été élu chef de Wildrose après que la précédente chef Danielle Smith et huit autres députés de Wildrose aient traversé la salle pour rejoindre le gouvernement PC de l'ancien premier ministre Jim Prentice.
- Date de déclaration de candidature : 22 juillet 2017[10]
- Montant de l'acompte versé : intégral[12]
- Partisans 
  - Députés : (11) Leela Aheer (Chestermere-Rocky View)[16], Wayne Anderson ; (Highwood), Dave Hanson (Lac La Biche-Saint-Paul-Two Hills)[17], Todd Loewen (Grande Prairie-Smoky)[18], Don MacIntyre (Innisfail-Sylvan Lake), Angela Pitt (Airdrie), Ron Orr (Lacombe-Ponoka), Dave Schneider (Little Bow), Pat Stier (Livingstone-Macleod), Glenn van Dijken (Barrhead-Morinville-Westlock), Tany Yao (Fort McMurray-Wood Buffalo)
  - Politiciens fédéraux : (1) Blaine Calkins (député de Red Deer—Lacombe)[19]
  - Politiciens municipaux : (6) Omer Moghrabi (maire du comté de Lac La Biche)[20], Fred Nash (maire de Rocky Mountain House), Arnold Romaniuk (maire de Two Hills)[21], Steve Upham (comté de St. Paul) No 19 préfet), Angie Warwick (administrateur de la division scolaire des Prairies pour Hanna), Chris Warwick (maire de Hanna)
  - Anciens politiciens fédéraux : (1) Myron Thompson (député de Wild Rose, 1993-2008)
  - Autres partisans éminents : (4) Theo Fleury (ancien joueur professionnel de hockey sur glace)[22], Rod Hay (8 fois champion canadien de rodéo), Tim Moen (chef du Parti libertarien du Canada), David Yager (président du parti Wildrose, 2012-2014)

### Jason Kenney

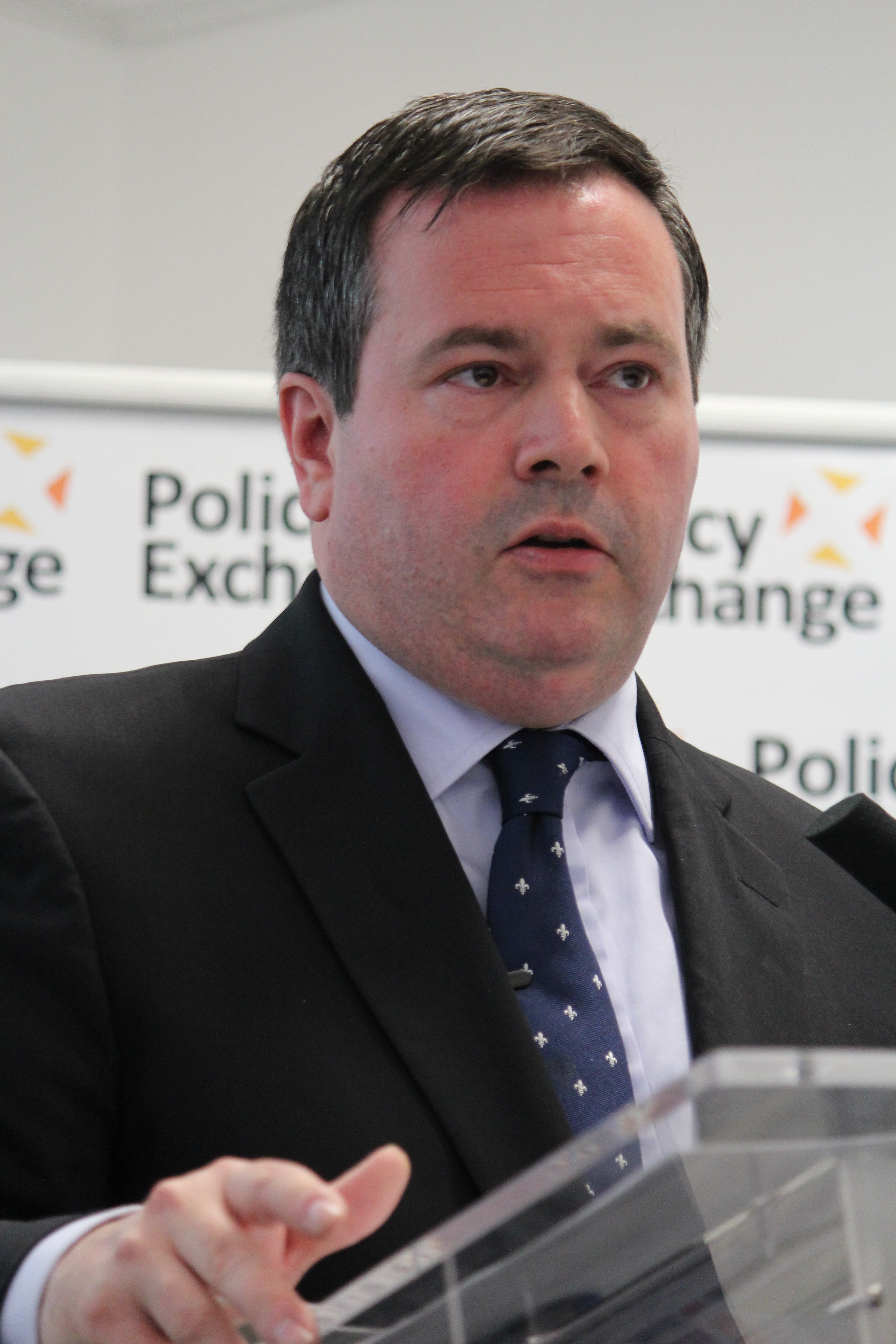
Jason Kenney en 2014.

Jason Kenney, 49 ans, était le dernier chef de la Progressive Conservative Association of Alberta (2017). Il a été député de Calgary-Sud-Est (1997-2015) et de Calgary Midnapore (2015-2016), et a été ministre de la Citoyenneté et de l'Immigration (2008-2013), ministre de l'Emploi et du Développement social (2013-2015), ministre du Multiculturalisme et Citoyenneté (2013-2015) et ministre de la Défense nationale (2015) sous le gouvernement Harper. Kenney a été élu chef du PC sur une promesse de fusionner les partis PC et Wildrose.
- Date de déclaration de candidature : 29 juillet 2017[23]
- Montant de l'acompte versé : intégral[12]
- Partisans 
  - Députés : (10) Drew Barnes (Cypress-Medicine Hat), Scott Cyr (Bonnyville-Cold Lake)[24] Prab Gill (Calgary-Greenway)[25], Grant Hunter (Cardston-Taber-Warner), Ric McIver (Calgary-Hays)[26], Jason Nixon (Rimbey-Rocky Mountain House-Sundre), Prasad Panda (Calgary-Foothills) Dave Rodney (Calgary-Lougheed), Mark Smith (Drayton Valley-Devon), Rick Strankman (Drumheller-Stettler)
  - Politiciens fédéraux : (23) John Barlow (député de Foothills)[27], Bob Benzen (député de Calgary Heritage), Michael Cooper (député de St. Albert—Edmonton)[19], Kerry Diotte (député d'Edmonton) Griesbach), Earl Dreeshen (député de Red Deer—Mountain View)[28], Jim Eglinski (député de Yellowhead), Garnett Genuis (député de Sherwood Park—Fort Saskatchewan), Rachael Harder (Député de Lethbridge), Matt Jeneroux (député d'Edmonton Riverbend), Pat Kelly (député de Calgary Rocky Ridge), Tom Kmiec (député de Calgary Shepard)[29], Ron Liepert (député de Calgary Signal Hill), Dane Lloyd (député de Sturgeon River—Parkland), Kelly McCauley (député d'Edmonton-Ouest), Glen Motz (Medicine Hat—Cardston—Warner), Deepak Obhrai (Député de Calgary Forest Lawn), Michelle Rempel (député de Calgary Nose Hill), Blake Richards (député de Banff—Airdrie), Martin Shields (député de Bow River), Kevin Sorenson   (Député de Battle River—Crowfoot), Shannon Stubbs (député de Lakeland), Arnold Viersen (député de Peace River—Westlock)[30], Chris Warkentin (député de Grande Prairie—Mackenzie)
  - Politiciens municipaux : (3) Craig Copeland (maire de la ville de Cold Lake)[31], Maggie Croenen (maire de la ville de Cardston), Andrew Prokop (conseiller municipal et maire par intérim de la ville de Taber)
  - Anciens députés : (11) Jack Ady (Cardston-Chief Mountain, 1986–1997)[32], David Dorward (Edmonton–Gold Bar, 2012–2015), Jonathan Denis (Calgary-Egmont, 2008–2012 ; Calgary-Acadia, 2012–2015)[33], Denis Ducharme (Bonnyville-Cold Lake, 1997–2008), Heather Forsyth (Calgary-Fish Creek, 1993-2015)[34], Paul Hinman (Calgary-Glenmore, 2009–2012; Cardston-Taber-Warner, 2004–2008)[35], Genia Leskiw (Bonnyville-Cold Lake, 2008–2015), Jason Luan (Calgary-Hawkwood, 2012–2015), Ty Lund (Rocky Mountain House, 1989–2012)[36], Marvin Moore (Smoky River, 1971–1989)[37], Shayne Saskiw (Lac La Biche-Saint-Paul-Two Hills, 2012–2015)
  - Anciens politiciens fédéraux : (1) Rona Ambrose (députée de Sturgeon River—Parkland)[38]
  - Autres partisans éminents : (2) Jeff Callaway (président du parti Wildrose, 2008-2010; 2014-2017)[39], Candice Malcolm (chroniqueur du Calgary Sun)[40]

### Doug Schweitzer

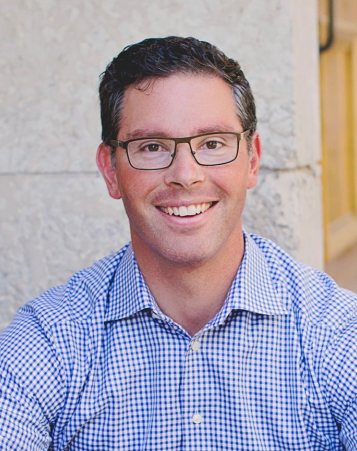
Schweitzer en 2017

Doug Schweitzer, 38 ans, est un avocat de Calgary et membre de longue date du parti PC. Il a été PDG du Manitoba PC Party (2008-2009) et directeur de campagne de la campagne réussie de leadership de Jim Prentice en 2014.
- Date de déclaration de candidature : 1er juin 2017[41]
- Montant de l'acompte versé : intégral
- Partisans 
  - Députés : (1) Wayne Drysdale (Grande Prairie–Wapiti)[42]
  - Anciens députés : (1) Peter Elzinga (Sherwood Park, 1986–1993)[43]
  - Anciens politiciens fédéraux : (1) Jay Hill (Prince George—Peace River—Northern Rockies, 1993-2010)[44]
  - Autres partisans éminents : (2) Kevin O'Leary (homme d'affaires et personnalité de la télévision)[45], Chris Warren (président de la Association progressiste-conservatrice de l'Alberta, 1998; 2002-2004)[46]

- Préconise l'élimination de la taxe carbone de la province. Propose de réduire les salaires des travailleurs du secteur public de 3 % pour ceux qui gagnent moins de 120 000 $ par an et de 6 % pour ceux qui gagnent plus que cela.

- Se qualifie de modéré sur les questions sociales[47].
- Dit que la plupart des Albertains sont «socialement modérés» et que des questions telles que les « alliances homosexuelles hétérosexuelles », la «diversité» et l'inclusion des femmes sont des questions non partisanes[2].

## Candidatures retirées

### Jeff Callaway
Jeff Callaway, 40 ans, était auparavant président du parti Wildrose (2008-2010; 2014-2017) et candidat Wildrose 2015 pour Calgary-Nord-Ouest. Il est actuellement[Quand ?] conseiller en placement principal à Calgary.
- Date de déclaration de candidature : 10 août 2017[48]
- Date de retrait : 4 octobre 2017[39]
- Par la suite approuvé : Jason Kenney

## Personnes ayant refusé de se présenter
- Leela Aheer, députée de Chestermere-Rocky View (2015-présent)[49]. Endossé Jean[Quoi ?][16].
- Rona Ambrose, chef par intérim du Parti conservateur du Canada et chef de l'opposition officielle (2015-2017), députée d'Edmonton—Spruce Grove (2004-2015) et de Sturgeon River—Parkland (2015-2017), ministre de l'Environnement (2006-2007), ministre des Affaires intergouvernementales (2007-2008), ministre du Travail (2008-2010), ministre des Travaux publics et des Services gouvernementaux (2010-2013) et ministre de la Santé (2013-2015)[50].
- Jonathan Denis, député de Calgary-Egmont (2008-2012) et Calgary-Acadia (2012-2015), ministre du Logement et des Affaires urbaines (2010-2011), solliciteur général, procureur général et ministre de la Justice de l'Alberta (2012-2012) 2015)[33]. Approuvé Kenney.
- Derek Fildebrandt, député de Strathmore-Brooks (2015-présent) et directeur de l'Alberta et directeur national de la recherche de la Fédération canadienne des contribuables (2009-2014)[51].
- Paul Hinman, chef de l' Alberta Alliance (2005-2008) et de la Wildrose Alliance (2008-2009) et député de Cardston-Taber-Warner (2004-2008) et de Calgary-Glenmore (2009-2012)[52]. Intérêt annoncé pour la course, mais n'a pas été en mesure de réunir suffisamment d'argent pour payer les frais d'entrée[12]. Approuvé Kenney[35].
- Ric McIver, chef par intérim de l'Association progressiste-conservatrice de l'Alberta (2015-2017), député de Calgary-Hays (2012-présent), conseiller municipal de Calgary pour le quartier 12 (2001-2010), ministre des Transports (2012-2013), Ministre de l'Infrastructure (2013-2014) et ministre de l'Emploi, des Compétences, de la Formation et du Travail (2014-2015). Approuvé Kenney[26].

## Résultats
| Candidat        | Votes  | Pourcentage |
| --------------- | ------ | ----------- |
| Jason Kenney    | 35 623 | 61,2 %      |
| Brian Jean      | 18 336 | 31,5 %      |
| Doug Schweitzer | 4 273  | 7,3 %       |
| Total           | 58 232 | 100 %       |